# コンコード刑務所実験

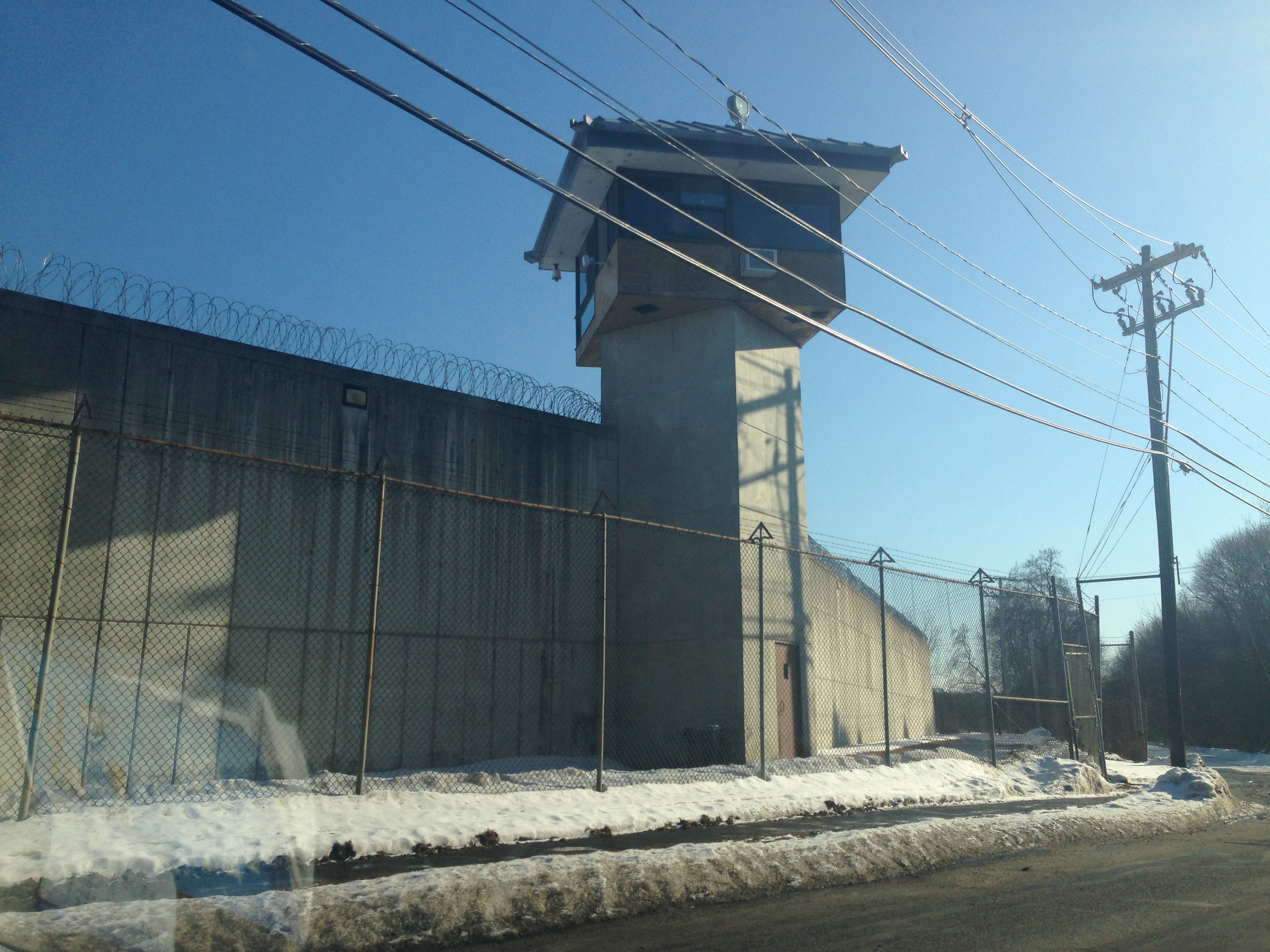
コンコード刑務所

コンコード刑務所実験 (Concord Prison Experiment) は、心理療法を併用した、マジックマッシュルームに由来する向精神薬のシロシビンによって生じる体験は、囚人が釈放された後に、反社会的な生活様式から離れることを動機づけるかを評価するために設計された。その成果は、シロシビンが与えられた被験者と、同刑務所の他の受刑者の再犯率を比較することで判定された。

## 人物
この実験は1961年から1963年にかけて、マサチューセッツ州コンコードにある
コンコード刑務所における若い犯罪者のための厳重警備の囚人に対して、ティモシー・リアリー教授による監督のもと、マイケル・ホリングスヘッド、Allan Cohen、Alfred Alschuder、George Litwin、ラルフ・メツナー、Gunther Weil、Ralph Schwitzgebel、
医学と精神医学の助言者としての Madison Presnell 博士からなるハーバード大学の研究者のチームによって実施された。この研究は、32人の囚人に対する集団精神療法を伴うシロシビンの投与を実施し、再犯率を減少させた。

## 結果
コンコード州刑務所の記録からは、仮釈放から半年以内に32人の被験者の64パーセントが刑務所に戻ってくることが予想された。しかし、釈放から半年後には25パーセントだけが戻っており、6名は仮釈放中の決まりへの違反であり、2名が新たな犯罪であった。

## 継続調査
後の調査では、統計的に小さな改善しか示さなかった（当時の報告とは異なる）。シロシビンの支援による心理療法と釈放後のプログラムが再犯率を著しく低下させるかどうかは、新しく実験する価値がある問いである。

## 関連研究
アラバマ大学バーミングハム校とジョンズホプキンス医科大学の研究者による研究は25622人のデータを収集し、幻覚剤の使用が、TASCプログラム（更生プログラム）の失敗を減らす可能性を予測した。結果は、高い再犯率のある集団で、幻覚剤がアルコールや他の薬物の禁断を助け、社会的行動を促す可能性を示した。